# Lightning (Final Fantasy)
Lightning (ライトニング, Raitoningu) é uma personagem fictícia da série de jogos eletrônicos Final Fantasy. Ela apareceu pela primeira vez como a protagonista de Final Fantasy XIII, em que parte para salvar sua irmã após esta ser declarada uma inimiga do mundo artificial de Cocoon; Lightning e outros personagens acabam escolhidos pelos fal'Cie, uma raça de semideuses que governam os mundos de Gran Pulse e Cocoon, para serem os destruidores deste último. Lightning retorna como personagem coadjuvante da sequência Final Fantasy XIII-2, atuando como a protetora da deusa Etro. Ela retorna como a única personagem jogável em Lightning Returns: Final Fantasy XIII, em que parte para salvar o mundo da destruição em apenas treze dias. A personagem também já apareceu em outros jogos Final Fantasy, mais notavelmente em Dissidia 012 Final Fantasy.
Lightning foi criada por Motomu Toriyama, diretor e roteirista de XIII, tendo sido desenhada por Tetsuya Nomura, artista de personagens regular da franquia. A ideia dos dois era criar uma protagonista mulher forte, apta no combate e menos feminina que heroínas de jogos Final Fantasy anteriores. Aspectos de seu desenho e personalidade iniciais foram mais tarde alterados ou transferidos para outros personagens. O desenho de Lightning foi revisado várias vezes após XIII a fim de refletir seu papel e desenvolvimento em cada sequência, particularmente em Lightning Returns. Seu nome verdadeiro, Éclair Farron, era originalmente temporário mas acabou permanecendo até a versão final. Seu primeiro nome foi alterado em outros países para "Claire" devido a semelhança com um tipo de massa.
Lightning teve uma recepção mista, principalmente sobre sua personalidade fria. Sua relativa ausência de XIII-2 também foi criticada. Já seu papel em Lightning Returns também foi recebido de forma mista: alguns críticos a enxergaram como subdesenvolvida e antipática, enquanto outros a acharam mais bem desenvolvida e humana do que nos jogos anteriores. Lightning já apareceu em diversas listas como uma das melhores personagens da série Final Fantasy e dos jogos eletrônicos como um todo. Ela também já apareceu de forma favorável em pesquisas realizadas pela Famitsu, Square Enix e outras organizações.

## Criação

### Desenvolvimento

Arte conceitual de Lightning

Lightning foi criada pelo diretor Motomu Toriyama e desenhada por Tetsuya Nomura, desenhista de personagens regular da série Final Fantasy e que anteriormente já havia trabalhado na mesma função em Final Fantasy VI, VII, VIII e X. Nomura disse que diferentes desenhos, feitos tanto por ele quanto por outros membros da equipe, foram considerados para a personagem, enquanto Toriyama afirmou que o primeiro rascunho de Nomura "ficou tão legal e forte que não houve necessidade de novos desenhos". Nomura foi capaz de incluir um número muito maior de detalhes em Lightning do que em personagens anteriores, como a capa e características faciais, devido às capacidades gráficas das plataformas de Final Fantasy XIII. Isso por sua vez fez com que ele precisasse se esforçar ainda mais. Nomura, comentando sobre uma forma inicial de seu desenho, disse que ela era essencialmente séria e implacável. Entretanto, ele não podia deixar a personagem muito masculina por temer perder a empatia dos jogadores. Características de versões iniciais do desenho incluíam cabelos loiros ou prateados e um rosto mais asiático. Sua aparência final ficou bem menos asiática nas características faciais e seu cabelo foi alterado para rosa, enquanto o personagem Hope Estheim recebeu o cabelo prateado. O estilo e a cor final do cabelo de Lightning tinham a intenção de refletir sua feminidade, contrabalanceando seu corpo atlético. A criação de computações gráficas promocionais dela foram relativamente fáceis por causa da grande quantidade de detalhes colocadas em seu modelo digital.
Seu nome verdadeiro é Éclair Farron. Ela se chamava Averia durante os estágios iniciais de produção, com "Eclair" sendo usado para mantê-lo em segredo, porém acabou escolhido para ser o nome oficial. Seu nome em inglês foi alterado para Claire porque Éclair é muito parecido com um tipo de massa. O nome "Lightning" foi escolhido por outros membros da equipe de produção; Nomura queria abandonar a tradição de nomear protagonistas de Final Fantasy com eventos climáticos e ficou surpreso pela escolha. Vários modelos para a casa da personagem foram construídos para XIII, porém acabaram removidos por causa de espaço. A Blazefire Saber, a arma que Lightning utiliza no primeiro jogo, foi desenhada para espelhar a habilidade dos Eidolons, os monstros convocáveis, de se transformarem em formas que misturavam humanos com animais e veículos. A versão de Odin, o Eidolon de Lightning e um dos convocáveis recorrentes de Final Fantasy, tinha a intenção de se apresentar a ela como um cavaleiro a cavalo, sendo escrito como uma figura paterna para a personagem. Odin foi desenvolvido nas sequências em um amigo com quem Lightning podia mostrar seus sentimentos profundos. O roteirista Daisuke Watanabe prestou uma atenção especial ao desenvolver a relação não-romântica da personagem com Snow Villiers e seu desenvolvimento como pessoa enquanto protege Hope.
O desenvolvimento de uma sequência de XIII começou devido a demanda global e o desejo da equipe de aprofundar a personagem de Lightning. O jogo aborda a questão se ela está feliz após os eventos de XIII. Toriyama queria criar um final verdadeiramente feliz para a personagem antes mesmo da sequência ser iniciada. O figurino de Lightning em XIII-2 foi desenhado por Isamu Kamikokuryo, que trabalhou a partir de um rascunho de Nomura sobre como ela deveria parecer. O figurino foi redesenhado várias vezes por Kamikokuryo: versões inspiradas em um qipao e em ficção científica foram descartadas porque não se encaixavam com a atmosfera do jogo. O desenho final foi inspirado nas valquírias da mitologia nórdica, com o figurino refletindo o ambiente ao redor de Lightning. Ele possui uma temática de penas para representar o lado delicado e leve da personagem e seus poderes cada vez maiores. Ela foi representada como tendo transcendido seus limites humanos, fazendo com que fosse difícil mostrá-la como uma pessoa normal.
Seu figurino para Lightning Returns: Final Fantasy XIII foi desenhado por Nomura. Toriyama lhe instruiu a criar algo representativo de sua batalha final, com "força" sendo a palavra chave. O resultado era semelhante a uma bodysuit de couro, possuindo padrões de uma coluna espinhal nas mangas e com o vermelho e o branco como cores principais. Nomura mais tarde comentou que havia sentido "uma forte reação dentro [de si mesmo]" ao criar o visual. Esse desenho foi o favorito de Kamikokuryo dentre os vários figurinos criados para a personagem. Seus outros figurinos para o jogo foram desenhados por Kamikokuryo, Toshiyuki Itahana e Toshitaka Matsuda: muitos deles se inspiraram nas artes do artista regular da série Yoshitaka Amano. Além dos novos figurinos, o modelo de jogo de Lightning foi reconstruído do zero. Seus seios foram aumentados e seus muitos figurinos foram desenhados a fim de mostrá-la de maneira mais feminina. Toriyama queria que ela aparecesse em um cenário mundano e com roupas normais para o epílogo. A equipe considerou encerrar o jogo com Lightning se encontrando ou conversando com seus aliados, porém o diretor queria começar e encerrar a história com ela sozinha. Ele afirmou que Lightning era a "primeira protagonista feminina" da série Final Fantasy com seu papel em Lightning Returns.

### Influências
Toriyama queria que Lightning fosse um tipo de protagonista feminina nunca antes vista em um jogo Final Fantasy, uma com um corpo atlético e uma natureza menos feminina. Sua diretriz para Nomura foi para fazê-la forte, bonita e "como uma versão mulher tipo igual Cloud [Strife] de [Final Fantasy VII]". Toriyama, ao comentar sobre as semelhanças entre os dois personagens, afirmou que as similaridades entre eles ficavam apenas nas suas personalidades frias e seus passados no exército, de resto "Lightning [é] realmente sua própria pessoa", porém a personagem protagonista dessa franquia seja filha de Vincent Valentine por isso ela herdou a frieza do pai. Nomura comparou com Cloud pouco antes do lançamento de Lightning Returns, dizendo que ele "desejava que ela fosse desenvolvida cuidadosamente e amada por muito tempo, como Cloud". Toriyama afirmou que Lightning era sua personagem mulher favorita dos jogos eletrônicos dentre todas que ele havia se envolvido na criação, junto também com Yuna de Final Fantasy X e Yoyo de Bahamut Lagoon.

### Personalidade
Diferentemente de outros personagens da série Final Fantasy, cujos traços de personalidade foram moldados para se adequar à história, Toriyama concebeu a personalidade de Lightning antes da narrativa de XIII ter sido finalizada. Ela tem um comportamento frio, que tinha a intenção de entrar em conflito de maneira interessante com a franqueza de Snow. Nomura comentou que Lightning tem "um forte elemento de mistério sobre sua personagem". Ela originalmente tinha em sua personalidade um aspecto namorador, que acabou transferido para Oerba Yun Fang quando esta foi mudada de homem para mulher. Os desenvolvedores queriam mostrar Lightning de diferentes maneiras em Lightning Returns, contrastando com suas personalidades estáticas nos dois jogos anteriores. Uma das maiores prioridades era fazer dela alguém que havia perdido tanto na vida que como resultado havia ficado vulnerável. O projetista Yuji Abe elaborou que como resultado das perdas e da nova vulnerabilidade, Lightning ficou mais sombria, levemente anestesiada para o que está ao redor e "como uma marionete, como alguém que não tem realmente seu verdadeiro eu por dentro". Ele elaborou que esse efeito mostra "o tipo de vulnerabilidade que ela tem, e esse é o ponto a partir do qual posteriormente ela começa a mudar". Foi Yoshinori Kitase quem originalmente sugeriu expandir sua personalidade, já que ele achava que a frieza de Lightning nos jogos anteriores dificultou a conexão dos jogadores com ela.
Lightning foi dublada em toda suas aparições por Maaya Sakamoto em japonês e Ali Hillis em inglês. Sakamoto ficou impressionada com a personagem, quem ela chamou de "fria" e "forte". Lhe foi pedido que interpretasse a força de Lightning e também revelasse um pouco de suas vulnerabilidades ocultas. A atriz inicialmente achou estranho fazer sua voz, já que estava acostumada com papéis mais gentis como Aerith Gainsborough, uma das personagens principais de Final Fantasy VII e suas mídias relacionadas. Kitase comentou a dificuldade de equilibrar a representação de Lightning como mulher e uma guerreira profissionalmente treinada, dizendo que Sakamoto ajudou a trazer feminidade para a personagem. Hillis conseguiu o papel após dizer algumas falas durante um teste, recebendo um livro sobre o universo de Final Fantasy XIII que ela achou "esmagador" ao ler. Um dos desafios que ela enfrentou na versão em inglês foi recapturar a emoção e energia da interpretação de Sakamoto. Hillis tentou auxiliar a equipe dos jogos XIII ao interpretar Lightning como uma pessoa real: "Eu acho que essa foi minha prioridade principal, garantir que Lightning tinha cada camada de quem ela é como pessoa, não apenas uma personagem de jogo, mas uma pessoa real com camadas, histórias e relacionamentos com cada personagem do jogo ... até mesmo o chocobo!" A atriz achou que Lightning se tornou "um pouco mais sarcástica ... um pouco mais endurecida com tudo que está acontecendo ao redor dela e ... [evoluiu] para uma guerreira verdadeira" no decorrer da trilogia XIII.

## Aparições

### TrilogiaXIII
Lightning e sua irmã Serah são residentes de Cocoon, um mundo artificial que flutua acima do planeta Gran Pulse. Cada uma dessas regiões são controladas por uma seita dos fal'Cie, uma raça de semideuses cujas duas facções, a população "Sanctum" de Cocoon e os "Pulse" fal'Cie de Gran Pulse, são hostis com a outra. No romance prequela Final Fantasy XIII: Episode Zero: Promise, é revelado que os pais das duas morreram quando elas ainda eram crianças, com a primeira resolvendo se tornar a protetora da segunda, mas acabou no processo a negligenciando. Lightning passa a ressentir a relação romântica de Snow Villiers com seu irmã e as atividades anti-governamentais de seu grupo NORA. Ela descobre tarde demais que Serah foi marcada como um l'Cie – um humano amaldiçoado com poderes mágicos e uma tarefa para completar – pela fal'Cie Anima de Gran Pulse: Lightning inicialmente pensa que a irmã está usando sua condição como uma desculpa para se casar com Snow. Para salvar Serah, ela se demite de sua posição como membro do Corpo de Guardiões e se voluntaria para o Expurgo, uma relocalização forçada de cidadãos que entraram em contato com Anima.
Lightning consegue chegar em Anima em Final Fantasy XIII junto com Hope Estheim, Sazh Katzroy e Oerba Dia Vanille, três sobreviventes do Expurgo. Eles lutam contra Anima e são marcados como l'Cie  assim que a força militar PSICOM destrói a entidade. Lightning duvida da determinação de Snow em salvar sua irmã e o abandona, com ele e o cristal de Serah sendo resgatados por Oerba Yun Fang e uma força militar independente de Cocoon chamada de Cavalaria. Lightning acaba viajando junto com Hope. Durante sua jornada ela sem querer convoca Odin e também treina e protege Hope, inadvertidamente apoiando o plano deste de assassinar Snow. Lightning luta durante o jogo para lidar com sua natureza como l'Cie, sua raiva por ter sido feita uma inimiga de Cocoon e sua culpa por não ter acreditado na história de Serah. Ela acaba reconhecendo a relação de Snow com sua irmã ao superar essas questões e na fé dele que eles conseguirão restaurá-la. O grupo consegue matar o fal'Cie Orphan e salvar Cocoon, com Lightning, Serah e todos os outros menos Vanille e Fang recebendo permissão para voltarem a terem vidas normais; Vanille e Fang formam um pilar de cristal a fim de impedir que Cocoon colida com Gran Pulse.
No romance Final Fantasy XIII: Episode I, que se passa imediatamente após os eventos do jogo, Lightning fica inquieta sobre se sua batalha terminou ou não. Ela parte para salvar Fang e Vanille, porém antes dá sua benção para o casamento de Snow e Serah. Eventualmente ela fica presa em um vácuo negro, mas decide continuar em frente.
Lightning desapareceu em Final Fantasy XIII-2, com todos menos Serah acreditando que ela morreu junto com Vanille e Fang para salvar Cocoon. Na realidade, ela foi levada para o Valhalla, capital da deusa Etro, como um resultado direto da divindade libertando ela e os outros de suas condições como l'Cie. Esses eventos distorceram o tempo e apagaram Lightning da história após a queda de Cocoon. Ela decide permanecer no Valhalla esperando compensar as mortes que causou como l'Cie e proteger a agonizante Etro de Caius Ballad, um homem imortal que detesta a deusa. Eventualmente Lightning pede a ajuda de Serah e Noel Kreiss para impedir Caius de acabar com o tempo; sua intenção é lançar o "caos", uma energia sobrenatural controlada por Etro, no mundo mortal. Serah e Noel viajam para o futuro a fim de consertar as distorções na história causada pelas interferências de Caius, com Serah eventualmente morrendo quando a história é restaurada. No DLC Requiem of the Goddess, Lightning é derrotada por Caius e perde as esperanças ao descobrir seu papel na morte da irmã. Ela é confortada pelo espírito de Serah, que pede para nunca ser esquecida. Lightning promete e se transforma em um cristal, o que lhe protege de ser afetada quando Etro morre e o caos é liberado.
Lightning é revivida pelo deus Bhunivelze quinhentos anos depois em Lightning Returns: Final Fantasy XIII. O mundo está para acabar em treze dias e ela foi escolhida como sua salvadora, uma guia espiritual para a humanidade, que parou de envelhecer devido a influência do caos. Serah será ressuscitada em troca da ajuda de Lightning. Ela liberta seus antigos aliados dos fardos emocionais com a ajuda de Hope, se reúne com Odin na forma de um chocobo branco e frequentemente cruza o caminho de Lumina, a manifestação física de suas vulnerabilidades suprimidas. Lightning começa a questionar sua humanidade e, ao descobrir que Bhunivelze roubou a alma de Serah e manipulou as memórias de Lightning, planeja traí-lo depois dele completar a construção de um novo mundo. Ela luta contra o deus quando o fim do mundo chega, que deseja transformar a humanidade em sua imagem ideal e tem moldado Lightning como uma substituta de Etro. Apesar de estar preparada para desempenhar seu novo papel a abandonar sua vida humana, Lightning acaba decidindo pedir ajuda e aceitar Lumina como parte de si. Todos que ela salvou, incluindo Serah, se unem com ela e derrotam Bhunivelze. Lightning então testemunha a criação de um novo mundo, em que ela vai junto com seus aliados e as almas da humanidade. Ela é vista viajando para encontrar um de seus amigos durante o epílogo.

### Outras
Além dos jogos da trilogia XIII, Lightning também apareceu em diversos spin-offs dentro da franquia Final Fantasy. Ela é uma das guerreiras convocadas pela deusa Cosmos no jogo de luta Dissidia 012 Final Fantasy. A personagem originalmente apareceria no predecessor Dissidia Final Fantasy, porém a ideia foi descartada porque Final Fantasy XIII ainda não tinha sido lançado e a Square Enix não queria revelar as habilidades dela antes do tempo. Durante Dissdia 012, o grupo de Lightning é confrontado por seres chamados Manikins, que infligem morte permanente para todos que são derrotados, dessa forma ameaçando o ciclo de renascimento do mundo. Ela lidera uma expedição até o portal de onde os Manikins estão emergindo, com o grupo sacrificando sua vida para fechá-lo. A personagem possui três figurinos diferentes no jogo. A personagem também aparece na sequência para arcade.
A personagem apareceu em uma série de eventos especiais em Final Fantasy XIV: A Realm Reborn: Lightning e monstros do universo XIII apareceram na terra de Eorzea enquanto ela estava na estase de cristal entre as histórias de XIII-2 e Lightning Returns. É insinuado que ela foi enviada para Eorzea por Bhunivelze a fim de aprimorar suas habilidades em preparação para as futuras batalhas de seu mundo. Lightning se encontra com o jogador uma última vez depois dos eventos terem sido completados, afirmando que estava grata por ter passado um tempo em Eorzea. Ela pede para ser lembrada enquanto é convocada de volta para Cocoon. Os jogadores que participaram do evento receberam equipamentos e figurinos modelados a partir de itens, armas e roupas dos jogos da série XIII. A personagem também aparece em World of Final Fantasy com seu figurino de Lightning Returns.
Lightning é uma personagem jogável nos jogos de ritmo Theatrhythm Final Fantasy e sua sequência Theatrhythm Final Fantasy: Curtain Call. Ela aparece com seu figurino de XIII-2 em Final Fantasy Airborne Brigade. Lightining é uma personagem jogável nos títulos de celulares Final Fantasy All the Bravest e Final Fantasy Record Keeper, uma personagem especial em Final Fantasy Explorers, uma boneca chibi em Final Fantasy in Itadaki Street Mobile e como uma carta de personagem em Final Fantasy Artniks. Após especulações sobre o papel de Lightning na série Final Fantasy depois do lançamento de Lightning Returns, Kitase clarificou que seu papel na série principal tinha acabado mas que a personagem apareceria em títulos spin-off. Fora da franquia, ela apareceu em um minijogo de Kingdom Hearts Coded, fez parte de uma colaboração entre a série Final Fantasy e o jogo Puzzle & Dragons junto com outros personagens famosos da primeira, enquanto versões de seus figurinos de XIII foram disponibilizados como roupas para serem usadas pela protagonista Aya Brea em The 3rd Birthday e por uma personagem do arcade Gunslinger Stratos 2. Maaya Sakamoto, que dublou tanto Aya quanto Lightning, fez a voz de Aya semelhante a de Lightning quando a roupa estava sendo usada.

### Merchandise
Lightning já apareceu em vários materiais promocionais temáticos de Final Fantasy XIII produzidos pela Square Enix. Os produtos diretamente inspirados pela personagem são colares e um perfume chamado "Lightning eau de toilette". Bonecas de Lightning em suas três principais versões foram criadas pela Play Arts Kai, uma companhia que frequentemente é contratada para produzir bonecos de personagens e monstros da série Final Fantasy. Cartas com a personagem estão disponíveis no Final Fantasy Trading Card Game. Lightning apareceu em um comercial com atores reais da PlayStation chamado "Michael", ao lado de outros personagens como Solid Snake, Nathan Drake e Kratos. Uma atriz também interpretou a personagem no Final Fantasy 25th Anniversary Event durante a Asia Game Show de 2013. Ela mais uma vez foi interpretada ao vivo em um comercial japonês para Lightning Returns. Lightning e outros personagens de XIII-2 foram usados em abril de 2012 para mostrar desenhos da Prada em uma seção de doze páginas na revista de moda Arena Homme +. A personagem apareceu na embalagem de salgadinhos produzidos pela Ezaki Glico para promover o lançamento de Lightning Returns. Ela apareceu em um vídeo promocional em computação gráfica para a Louis Vuitton em 2015; o vídeo foi produzido pela Visual Works, projetado por Nomura e dirigido por Nicolas Ghesquière da Louis Vuitton.

## Recepção
Todd Ciolek da Anime News Network não ficou impressionado com Lightning durante o desenvolvimento de XIII, chamando-a de "metódica em branco". Ele avaliou o jogo final e opinou que a personagem inicialmente é "muito distante e fria, como seu os roteiristas estavam tão na intensão de criar uma heroína forte e competente que esqueceram de fazê-la cativante". Entretanto, Ciolek admitiu que Lightning tornar-se uma protagonista mais atraente ao final do jogo. Wesley Yin-Poole da VideoGamer.com referiu-se à personagem simplesmente como uma versão feminina de Cloud Strife. Jeremy Parrish da 1UP.com comentou que tirando as cenas em que Lightning mostra um lado pensativo, ela é "sua típica protagonista taciturna". Ao contrário, Kevin VanOrd da GameSpot a achou "uma beleza simpática e determinada". Para a IGN, Martin Robinson afirmou que ela "instantaneamente mostra-se amável" em comparação a Hope ou Snow, porém ele também achou que Sazh tornar-se um personagem mais interessante quando a história passada dela "fica atolada numa oscilação genérica". Carolyin Gudmundson da GamesRadar não ficou entusiasmada: ela achou que mesmo com a narrativa de Lightning tendo seus méritos, ela "certamente não está acima e além do que você tipicamente espera" e que essa falta de originalidade deixa a personagem "unidimensional e chata". Christian Nutt da Gamasutra achou que as relações de Lightning com o resto do elenco adicionava humanidade à narrativa.
Para XIII-2, Joe Juba da Game Informer ficou desapontado que Lightning foi transferida para um papel coadjuvante em favor de Serah e Hope, quem ele viu como personagens mais fracos do que ela. Simon Parkin da Eurogamer achou que a história sofreu sem a força motivadora advinda da determinação obstinada de Lightning. VanOrd ficou decepcionado que Lightning e Caius Ballad tem um tempo limitado em tela, já que eles surgiram como personagens mais fortes que os protagonistas.